# 네 번의 결혼식과 한 번의 장례식
네 번의 결혼식과 한 번의 장례식(영어: Four Weddings and a Funeral)는 마이크 뉴웰이 감독을 맡은 로맨틱 코미디 영화이다. 이 작품은 리처드 커티스가 각본을 맡고 휴 그랜트가 출연한 몇 편의 로맨틱 코미디 중 첫 작품이다. 6주 동안 촬영했고 300만 파운드의 제작비가 들었으며, 예상치 못한 흥행을 거두었다. 당시 영국 영화사상 최대의 수익을 거둔 영화였으며, 전 세계적으로 2억 4,570만 달러의 수익을 거뒀으며, 아카데미 작품상 후보에 오르기도 하였다.

## 줄거리
서머싯주에서 열린 앵거스와 로라의 결혼식에 만성 지각쟁이 신랑 들러리 찰스, 그의 룸메이트 스칼렛, 귀족 친구 피오나와 그녀의 오빠 톰, 개러스와 그의 파트너 매튜, 그리고 찰스의 귀먹은 남동생 데이비드가 모두 모인다. 이들은 모두 미혼이다. 피로연에서 찰스는 영국에서 일하는 미국인 캐리를 만난다. 그들은 밤을 함께 보낸다. 아침에 미국으로 돌아가는 캐리는 그들이 "좋은 기회를 놓쳤을지도 모른다"고 한탄한다.
석 달 후, 런던에서 열린 버나드와 리디아의 결혼식에서 톰은 신랑 들러리를 맡는다. 피로연에서 찰스는 영국으로 돌아온 캐리와 우연히 마주친다. 캐리 옆에는 나이가 많고 부유한 스코틀랜드인 약혼자 해미시가 있다. 한편, 예쁜 젊은 여성 세레나는 데이비드에게 매력을 느낀다.
피로연 중에 찰스는 자신을 "연속적 일부일처주의자"이자 약속을 두려워하는 사람이라고 주장하는 비탄에 잠긴 헨리에타를 포함한 여러 전 여자친구들에게 굴욕을 당한다. 찰스는 비어있는 호텔 스위트룸으로 물러나고 캐리와 해미시가 택시를 타고 떠나는 것을 발견하지만, 캐리는 잠시 후 피로연으로 돌아온다. 그녀와 찰스는 두 번째 밤을 함께 보낸다.
한 달 후, 찰스는 캐리와 해미시의 결혼식 초청장을 받는다. 찰스는 결혼 선물을 찾던 중 캐리와 우연히 마주친다. 그는 캐리가 웨딩드레스를 고르는 것을 돕는다. 그 후, 찰스는 어색하게 그녀를 사랑한다고 고백하지만, 캐리는 부드럽게 거절한다.
한 달 후, 찰스와 그의 친구들은 캐리와 해미시의 결혼식에 참석한다. 스칼렛은 피로연에서 텍사스 출신 체스터를 만난다. 헨리에타는 찰스에게 새 남자친구를 소개한다. 찰스가 캐리로 인해 불행하다는 것을 아는 피오나는 그를 사랑한다고 고백한다. 찰스는 공감하지만, 그녀의 감정을 되돌려주지 않는다. 해미시의 연설 중, 개러스는 치명적인 심장마비를 겪는다.
개러스의 장례식에서 캐리와 찰스는 잠시 함께 시간을 보내고, 찰스와 톰은 그들의 친구들이 싱글이라는 것에 자부심을 느꼈음에도 불구하고, 개러스와 매튜는 "결혼한" 커플 같았다고 생각한다. 그들은 "진정한 사랑"을 찾는 것이 헛된 일인지 의문을 품는다.
열 달 후, 찰스와 헨리에타의 결혼식이다. 하객들을 안내하던 톰은 어릴 적부터 보지 못했던 먼 사촌 디어드레를 만난다. 그들은 즉시 서로에게 반한다. 스칼렛과 체스터는 다시 만나 기뻐한다.
캐리가 도착하여 찰스에게 힘든 결혼 생활 끝에 자신과 해미시가 헤어졌다고 말한다. 찰스는 교회 뒷방에서 감정적인 위기를 겪는다. 데이비드와 매튜가 그를 위로한 후, 찰스는 결혼식을 진행하기로 결정한다. 교구 사제가 이 커플이 결혼해서는 안 되는 이유가 있는지 묻자, 데이비드는 수화로 신랑이 의심을 품고 다른 사람을 사랑한다고 말한다. 찰스가 이를 확인하자, 격분한 헨리에타는 제단에서 그를 때려 기절시키고 결혼식을 중단시킨다.
나중에 그의 아파트에서 찰스와 일행은 이 실패작에 대해 논의하던 중, 캐리가 문제를 일으켜 죄송하다고 사과하러 온다. 찰스는 다시 그녀를 사랑한다고 말하며 결혼 없이 평생을 함께하자고 제안하고, 캐리는 이를 받아들인다. 그들이 키스할 때, 하늘에 번개가 번쩍인다.
마지막 사진 몽타주에서, 헨리에타는 육군 장교와 결혼했고, 데이비드는 세레나와 결혼했으며, 스칼렛은 텍사스 출신 체스터와 결혼했고, 톰은 디어드레와 결혼했으며, 매튜는 새로운 남성 파트너를 찾았고, 피오나는 찰스 3세와 함께 있는 모습이 보이며, 찰스와 캐리는 첫 아이를 낳았다.

## 캐스팅
- 휴 그랜트 - 찰스
- 앤디 맥도월 - 캐리
- 제임스 플릿 - 톰
- 사이먼 캘로 - 개럿
- 존 해나 - 매슈
- 크리스틴 스콧 토머스 - 피오나
- 데이비드 보어 - 데이비드
- 샬롯 콜먼 - 스컬릿
- 티모시 워커 - 앵거스
- 사라 크로 - 로라
- 로언 앳킨슨 - 제럴드 신부
- 데이비드 헤이그 - 버나드
- 소피 톰슨 - 리디아
- 코린 레드그레이브 - 해미시 뱅크스 경
- 애나 챈슬러 - 헨리에타 ("오리얼굴")